# Reichl und Partner Communications Group
Die Reichl und Partner Communications Group ist eine Werbeagentur mit Hauptsitz in Linz, die mit fünf Standorten in Deutschland, Österreich und der Schweiz vertreten ist. Die Werbeagentur gehört zu den zehn größten Agenturen Österreichs. Die Agentur hat einen Billing von ca. 135 Mio. Euro (A, D, CH) und 170 fest angestellte Mitarbeiter.

## Geschichte
Gegründet wurde die Agenturgruppe im August 1988 von Silvia und Rainer Reichl. Neben dem Bereich klassische Werbung entwickelten sich weitere Geschäftsbereiche. 1992 entstand Reichl und Partner Media. Im Jahr 1993 gründeten Rainer Reichl und Rudolf Lumetsberger die Gesellschaft für Erlebnismarketing. Außerdem wurde die Agentur Mitglied im weltweiten IN global network von unabhängigen Werbeagenturen. Im Jahr 2000 gründeten Rainer Reichl und Rainer Scharinger Reichl und Partner eMarketing. 2001 wurde von Rainer Reichl und Michael Obermeyr Reichl und Partner Public Relations gegründet. 2007 wurde die gemeinnützige Privatstiftung Stones for Life eingerichtet. 2011 wurde Reichl und Partner Schweiz gegründet. Außerdem gründeten Rainer Reichl, Petra Ackerl und Markus Huber die SMC Social Media Communications. Zusätzlich ging auch das IN global network in das ICOM Network über. 2012 wurde Reichl und Partner Deutschland von Rainer Reichl und Gerhard Mutter gegründet.

## Auszeichnungen (Auswahl)
- 2015 Cannes Lions Festival, Bronzener Löwe bei den Cannes Lions für List General Contractor[6][7][8]
- 2015 I European Art Directors Club I Silber I for List General Contractor[9]
- 2019 German Design Award Winner | Vier Diamanten TV-Spothttps
- 2020 German Brand Award Gold in der Kategorie Excellence in Brand Strategy and Creation – Brand Communication – Print
- 2022 Caesar Gold in der Kategorie „Digital Innovation“